# Krajno
Krajno (deutsch Krain, auch Krayn) ist ein Ort liegt in der Stadt- und Landgemeinde Wiązów im Powiat Strzeliński der Woiwodschaft Niederschlesien in Polen.

## Geographie
Das Angerdorf Krajno liegt zehn Kilometer südöstlich von Wiązów (Wansen), etwa. 15 Kilometer südöstlich von Strzelin (Strehlen) und rund 50 Kilometer südöstlich von Breslau. Der Ort liegt in der Nizina Śląska (Schlesische Tiefebene). 
Ortsteil von Krajno ist der Weiler Węgłów (Ober Ecke).
Nachbarorte von Krajno sind im Süden Wawrzyszów (Lorenzberg) und im Norden Jutrzyna (Marienau in Schlesien).

## Geschichte

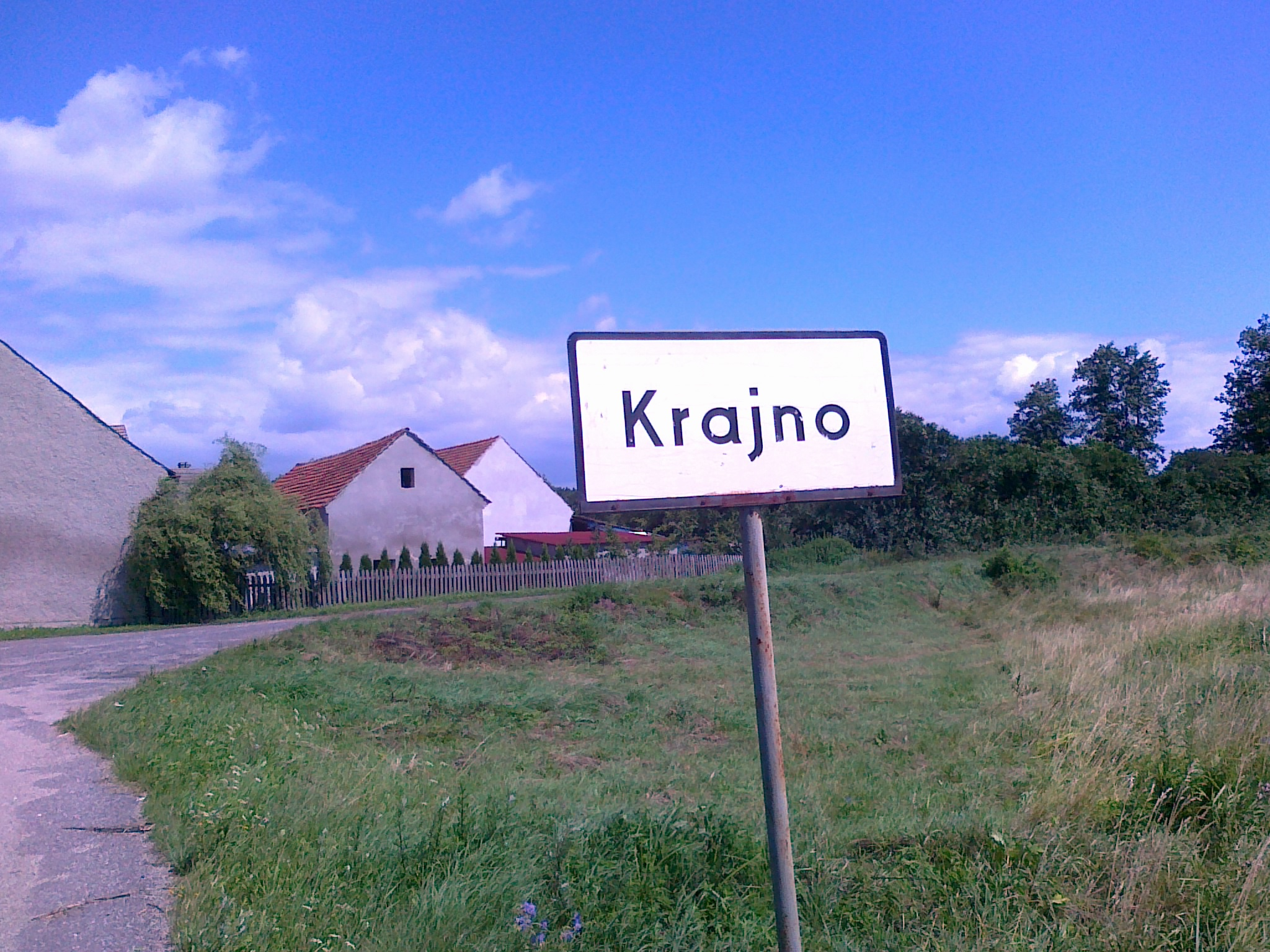
Ortsbild

Der Ort wurde 1375 erstmals erwähnt.
Nach dem Ersten Schlesischen Krieg 1742 fiel Krain zusammen mit dem größten Teil Schlesiens an Preußen. Im 18. Jahrhundert wurde im Ort im barocken Stil errichtet.
Nach der Neugliederung Preußens gehörte die Landgemeinde Krain ab 1815 zur Provinz Schlesien und war ab 1816 dem Landkreis Strehlen eingegliedert. 1874 wurde der Amtsbezirk Lorenzberg gegründet, zu dem die Landgemeinden Krayn, Lorenzberg, Nieder Jäschkittel, Mittel Olbendorf, Nieder Olbendorf, Ober Ecke, Ober Jäschkittel, Ober Olbendorf und die Gutsbezirke Krayn, Lorenzberg, Mittel Olbendorf, Ober Ecke, Ober Jäschkittel, Ober Olbendorf gehörten. 1885 zählte der Ort 108 Einwohner.
1933 zählte Krain 184, 1939 wiederum 186 Einwohner. Bis 1945 befand sich der Ort im Landkreis Ohlau.
Als Folge des Zweiten Weltkriegs fiel Krain wie fast ganz Schlesien 1945 an Polen, wurde in Krajno umbenannt und der Woiwodschaft Breslau angegliedert. Die deutsche Bevölkerung wurde, soweit sie nicht vorher geflohen war, weitgehend vertrieben. Die neu angesiedelten Bewohner waren zum Teil Heimatvertriebene aus Ostpolen. 1999 kam der Ort zum Powiat Strzeliński in der Woiwodschaft Niederschlesien.
Zwischen 2007 und 2008 wurden die Reste des im 18. Jahrhundert errichteten Schlosses abgerissen.

## Sehenswürdigkeiten
- Schlosspark